# Estat de Puebla
Puebla és un dels 31 estats que constitueixen Mèxic. La seva capital és la ciutat de Puebla. Altres ciutats importants de Puebla són: Tehuacán, Atlixco, Cholula i Teziutlán. L'estat té frontera amb l'estat de Veracruz a l'est i al nord, Guerrero i Oaxaca al sud, i l'Estat de Mèxic, Hidalgo i l'estat de Morelos a l'oest.

## Història
Puebla és un estat molt divers. La capital, la ciutat de Puebla de Zaragoza és una ciutat molt industrialitzada i el centre educatiu universitari per a la regió sud-est del país, amb més universitats que cap altra ciutat, llevat de la ciutat de Mèxic. A Puebla es troben nombroses companyies transnacionals, com ara la Volkswagen de Nord-amèrica. Però, altres regions de l'estat, principalment els petits pobles de la Sierra Nevada, són molt pobres. En aquestes regions es concentra la població indígena de l'estat; de fet, el 13% de la població de l'estat encara parla una llengua indígena, principalment el nàhuatl (l'estat de Puebla conté el nombre més gran de parlants de nàhuatl de tot el país). Per altra banda, Puebla també va rebre un nombre considerable d'immigrants espanyols (a més del colonitzadors originals), italians i alemanys, els quals es van establir a les àrees properes a Puebla de Zaragoza, i a Chipilo, per exemple, encara es parla el vènet, una llengua italiana. Encara que té un nombre considerable de parlants, aquesta llengua no és considerada com a llengua minoritària per les autoritats governamentals.

## Divisió administrativa
L'estat de Puebla està dividit en set regions socioeconòmiques i 217 municipis. És el cinquè estat més poblat de Mèxic amb més de 5.000.000 habitants. La Sierra Nevada travessa l'estat de manera que hi ha 3 volcans a Puebla: Popocatépetl, Iztaccíhuatl i el Pic d'Orizaba, el més alt de Mèxic. Aquestes volcans i les regions que els envolten han estat declarades parcs nacionals i ecològics.